# Dois no Ring
Dois No Ring foi um programa de televisão, da TV Excelsior Rio de Janeiro, de 1963 até 1965, apresentado aos domingos à noite, após o tape do jogo de futebol. O programa trazia lutas de boxe entre pugilistas famosos tais como Éder Jofre, Kaled Curi, Ralf Zumbano, entre outros. O programa fora idealizado e dirigido por Jacó Nahun.

## Referência
- História do boxe brasileiro http://www.cbboxe.com.br/boxe_amador_historia.htm Em falta ou vazio |título= (ajuda)